# 柳哲生
柳 哲生（りゅう てつせい、1914年2月22日 - 1991年2月18日）は、中華民国空軍の軍人。日中戦争時の戦闘機操縦士でエース・パイロット。軍公認のトップエースである。最終階級は空軍少将。

## 経歴
保定市の豪商の家に生まれる。父の柳樹藩は元清朝で北洋速成武備学堂出身の新建陸軍の軍官であったが、柳が12歳の時に胃の病気で亡くなり、長男である柳が家族を支えざるを得なかった。1933年9月、南京の中央軍官学校へ入校（第10期）、翌年中央航空学校（筧橋中央航校）に第5期生として転じ、南昌、洛陽分校で訓練を受けた。1936年に卒業した柳は、中国空軍の最精鋭と目された第4大隊（戦闘機）第21中隊へ配属された。大隊長は高志航中校、中隊長は李桂丹中尉であった。柳は、乗機のカーチス・ホークⅢの特性を活かした急降下による戦法を研究した。
1937年、日中戦争が勃発し上海での戦いが始まると、8月14日、柳は周家口を発進して杭州へ向かった。第4大隊のカーチス・ホークⅢ28機は、台風の荒天を冒して杭州の筧橋飛行場に到着した。この時、日本海軍第一連合航空隊の九六式陸上攻撃機18機は台湾から発進して杭州と広徳へ向かっていた。杭州に着いたばかりの第4大隊（第21・第23中隊）はすぐに離陸し迎撃に向かった。柳は李桂丹第21中隊長の2番機として出撃、李中隊長および王文驊の2機と協力して九六式陸攻1機を撃墜したのが初戦果となった。この時撃墜したのは、第1小隊3番機（坪井輿介一空曹機）、第3小隊の3番機（三上良修三空曹機）のいずれかと思われる。翌日、杭州に飛来した加賀航空隊の八九式艦上攻撃機1機を翁家埠にて撃墜。しかし、燃料タンクに被弾、喬司飛行場に帰還したところに爆撃を受けるが、飛行機を降りた直後だったため逃げおおせ、奇跡的に乗機も無事であった。
10月、第4大隊と第5大隊は蘭州でソ連から供給されたＩ-16やＩ-15bisに機種転換した。柳が乗ることになったＩ-16は、彼がカーチス・ホークⅢで研究していた急降下攻撃の戦法にうってつけの機体であった。その後、南京、漢口などの防空戦を転戦していったが、その間に第4大隊の高志航大隊長や後任の李桂丹大隊長、第5大隊のエース劉粋剛らを失い、柳が戦闘機隊の中核的存在となっていった。
1940年から1941年にかけての重慶、成都、蘭州迎撃戦でも柳はスコアを重ねた。撃墜確実が9機に達した際には、蔣介石軍事委員長からその功績を讃えられ、9個の星がついた九星星序勲章を授与された。総撃墜数11・1/3機のうち、2・1/3機は共同撃墜の端数の合計であると見られる。この撃墜数は中国空軍の認めた最高記録であり、柳哲生は公認記録のトップエースとなった。（自己申告の撃墜記録を含めると劉粋剛の13機が最高）
その後、アメリカ陸軍指揮幕僚大学に留学し、終戦時には第5大隊第24中隊長に付いていた。
1946年11月22日、中尉から少校に昇進。
国共内戦後、台湾へ移住。總務處長、気象連隊長等を歴任し、空軍少将にまで上り詰めた。空軍総司令の座も有力と思われていたが、1961年に台北市内の自宅付近で起こった猟奇殺人事件に使用人が関わっていた事が判明し、その2年後の1963年、退役に追い込まれてしまった。
退役後は市内にてアイスクリーム屋を営んだ。1990年末、カナダ在住の親族を訪ねた柳はその滞在中に脳溢血に見舞われ、1991年2月18日にスカーバローの病院で死去した。

## 撃墜記録
| 日付      | 場所 | 内訳                            | 備考 |
| --------- | ---- | ------------------------------- | --- |
| 1937.8.14 | 杭州 | 九六式陸上攻撃機（中攻）×1/3    | 李桂丹中隊長および王文驊の2機との共同。 鹿屋空第1小隊3番機（坪井輿介一空曹機）、第3小隊の3番機（三上良修三空曹機）のいずれかと思われる。 |
| 1938.2.18 | 漢口 | 九六式艦上戦闘機×2（うち共同1） | うち1機は董明徳中隊長、楊孤帆少尉、劉宗武中尉（第23中隊副中隊長、I-15）との共同                                                          |
| 5.31      | 漢口 | 戦闘機×1（共同）                | |
| 1940.6.10 | 重慶 | 中攻×1                          | |
| 6.12      | 重慶 | 中攻×3（うち共同1）             | |
| 7.16      | 重慶 | 中攻×2                          | |
| 8.11      | 重慶 | 中攻×2（うち共同1）             | |
| 1941.5.23 | 蘭州 | 中攻×1                          | |

## 勲章
- 三等空軍復興栄誉勲章 1944年11月6日[6]
- 一等空軍復興栄誉勲章 1945年8月14日[7]
- 乾元勲章 - 1946年8月19日[8]
- 抗戦勝利勲章（中国語版） 1946年10月10日[9]